# Daniel Collins (piragüista)
Daniel James Collins (Sídney, 7 de octubre de 1970) es un deportista australiano que compitió en piragüismo en la modalidad de aguas tranquilas.
Participó en cuatro Juegos Olímpicos, entre los años 1992 y 2004, obteniendo en total dos medallas, plata en Sídney 2000 y bronce en Atlanta 1996, ambas en la prueba de K2 500 m. Ganó cuatro medallas en el Campeonato Mundial de Piragüismo entre los años 1993 y 1999.

## Palmarés internacional
| Juegos Olímpicos   | Juegos Olímpicos          | Juegos Olímpicos  | Juegos Olímpicos |
| Año                | Lugar                     | Medalla           | Competición      |
| ------------------ | ------------------------- | ----------------- | ---------------- |
| 1996               | Atlanta (Estados Unidos)  | Medalla de bronce | K2 500 m         |
| 2000               | Sídney (Australia)        | Medalla de plata  | K2 500 m         |
| Campeonato Mundial |                           |                   |                  |
| Año                | Lugar                     | Medalla           | Competición      |
| 1993               | Copenhague (Dinamarca)    | Medalla de bronce | K1 500 m         |
| 1994               | Ciudad de México (México) | Medalla de plata  | K1 500 m         |
| 1997               | Dartmouth (Canadá)        | Medalla de oro    | K2 500 m         |
| 1999               | Milán (Italia)            | Medalla de bronce | K2 500 m         |